# Suzuka Morita
Suzuka Morita (森田 涼花, Morita Suzuka) (Kyoto, Japão, 7 de Setembro de 1992), é uma atriz japonesa.

## Filmografia

### Filmes
| Ano  | Título original                                               | Título em português | Papel                           | Observações |
| 2009 | Samurai Sentai Shinkenger: Tenkawakeme no Tatakai             |                     | Kotoha Hanaori / Shinken Yellow |             |
| 2010 | Samurai Sentai Shinkenger vs. Go-onger                        |                     | Kotoha Hanaori / Shinken Yellow |             |
| 2010 | Sentou Shoujo: Chi no Tekkamen Densetsu                       |                     | Yoshie                          |             |
| 2011 | Tensou Sentai Goseiger vs. Shinkenger                         |                     | Kotoha Hanaori / Shinken Yellow |             |
| 2011 | Hankyu Densha                                                 |                     |                                 |             |
| 2011 | Maho Shoujo                                                   |                     | Chika                           |             |
| 2013 | Kamen Rider x Super Sentai x Uchuu Keiji: Super Hero Taisen Z |                     | Kotoha Hanaori / Shinken Yellow |             |

### Tokusatsu
| Ano  | Título original           | Título em português | Papel                           | Observações |
| 2009 | Samurai Sentai Shinkenger |                     | Kotoha Hanaori / Shinken Yellow |             |
| 2009 | Kamen Rider Decade        |                     | Kotoha Hanaori / Shinken Yellow | ep 24-25    |